# Postumus

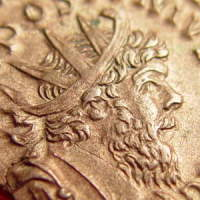
Porträt des Postumus auf einem Antoninian

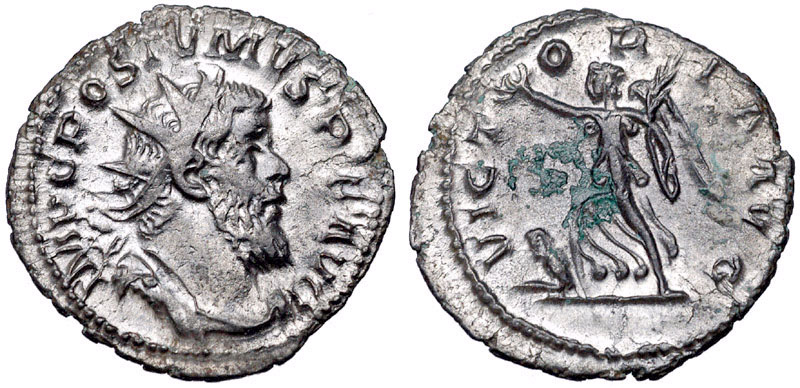
Antoninian des Postumus

Marcus Cassianius Latinius Postumus († 269 in Mogontiacum (Mainz)) war im Westen des Römischen Reiches Usurpator gegen Kaiser Gallienus sowie Gründer und erster Kaiser des sogenannten Gallischen Sonderreiches (Imperium Galliarum). Als solcher regierte er von 260 bis 269.

## Leben
Über Postumus’ frühe Jahre ist nur wenig bekannt. Es wird angenommen, dass er ursprünglich aus Gallien stammte, von bescheidener Herkunft war, in der Armee bis in höchste Positionen aufstieg und es vielleicht sogar zum Statthalter einer der beiden germanischen Provinzen brachte.

### Die Usurpation

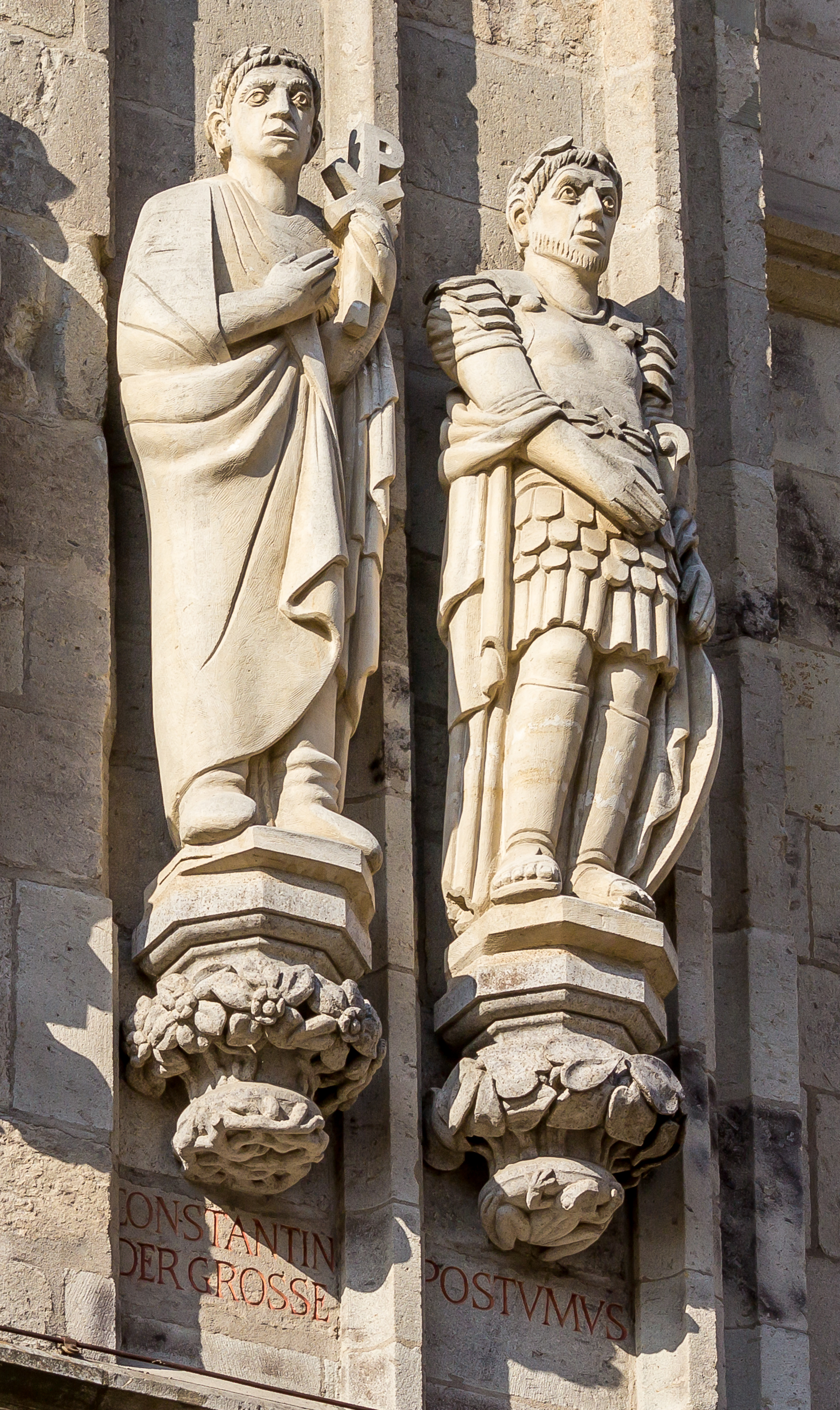
Figur des Postumus (r.) am Kölner Rathausturm

Da der rechtmäßige Kaiser Gallienus nach der Gefangennahme seines Vaters Kaiser Valerian in der Schlacht von Edessa im Osten mit den Sassaniden beschäftigt war, ließ er seinen Sohn Saloninus als Unterkaiser mit bewährten Kommandeuren als Berater, darunter auch Postumus, zum Schutz der ständig bedrohten Rheingrenze zurück. Nach einem Einfall von Alamannen und Franken hatten die Einheiten des Postumus mit Beute beladene fränkische Plünderer, noch bevor sie über den Rhein in ihre Heimat fliehen konnten, gestellt. Diese Beute sollte daraufhin unter den Soldaten aufgeteilt werden. Darüber kam es aber zum Konflikt mit Saloninus und dem Prätorianerpräfekten Silvanus, die sie zugunsten der Staatskasse einbehalten wollten. Postumus belagerte daraufhin die Colonia Agrippina (Köln), die Residenz von Silvanus und Saloninus. Als seine Truppen nach kurzer Belagerung die Stadt gestürmt hatten, wurden die beiden ermordet. Postumus wurde von seinen Soldaten zum Augustus ausgerufen. Später ließ Postumus auch einen Triumphbogen errichten, um diesen Sieg zu feiern.

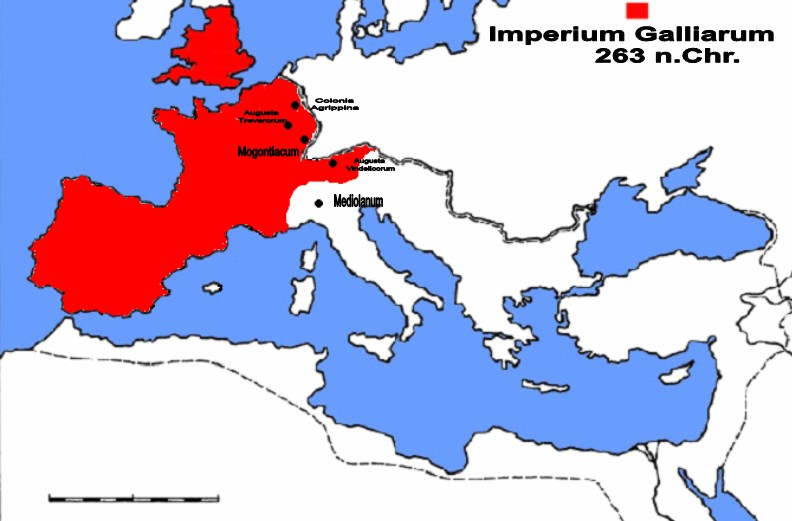
Das Sonderreich des Postumus zur Zeit seiner größten Ausdehnung

Postumus wurde von fast allen Provinzen Galliens, Hispaniens, Germaniens und Britanniens als neuer Imperator anerkannt. Für kurze Zeit schloss sein Reich auch Raetien mit ein, dies konnte 1993 durch den Fund des Augsburger Siegesaltars bewiesen werden. Zur Residenz und zum Sitz der Verwaltung (mit eigenem Senat, Konsuln und Prätorianergarde) seines neuen Kaiserreichs wurde – wegen seiner strategisch wichtigen Lage – Köln bestimmt.
Ausschlaggebend für diese Wahl waren auch die von Gallienus neu eingerichteten Münzprägestätten der Stadt. Postumus ließ sich auf seinen Münzen als Retter Galliens feiern, ein Ehrentitel, den er wohl nach der erfolgreichen Verteidigung des Rheinlimes gegen die Germanen angenommen hatte. Postumus' Münzemissionen waren zunächst von guter Qualität, verschlechterten sich allerdings gegen Ende seiner Regierungszeit durch massive Finanzprobleme rapide, so dass die späten Antoninian-Prägungen nur noch aus minderwertiger Billon bestanden. Die besondere Bedeutung des Rheins im Herrschaftsgebiet des Postumus zeigt sich auf einer noch guthaltigen Münze mit einer Galeere.

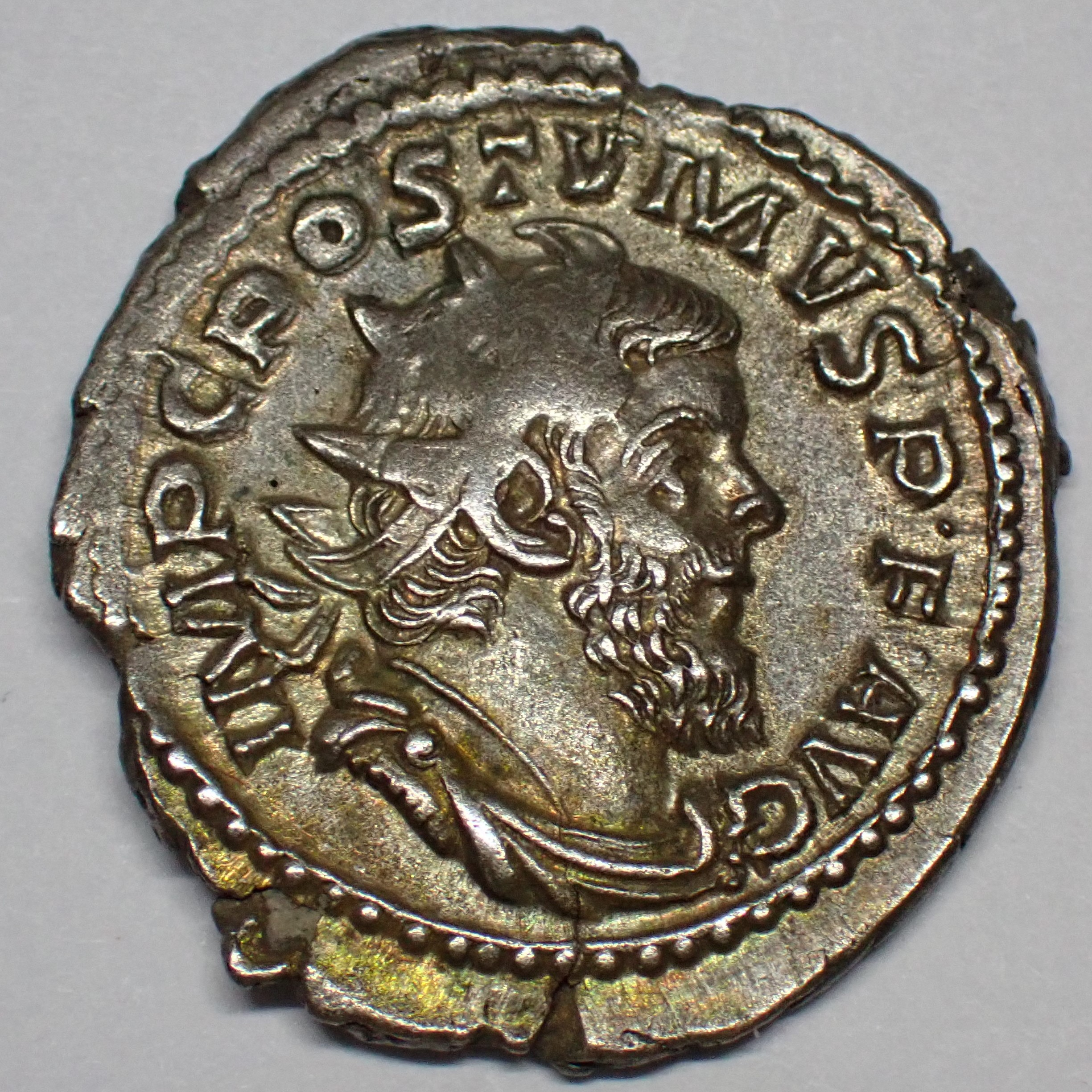
Antoninian des Postumus

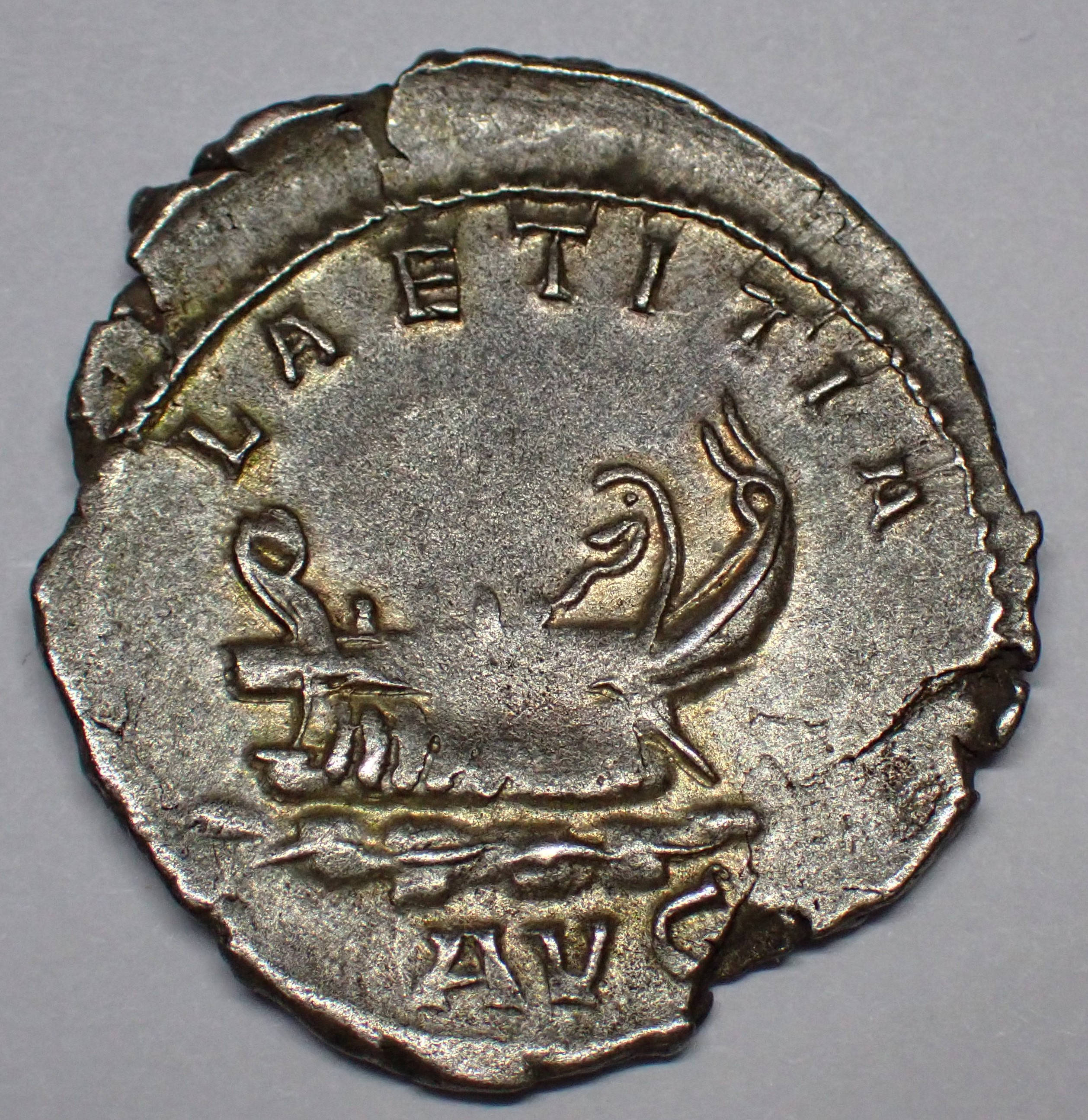
Revers des Antoninian mit Galeere

262 und 263 führte Postumus unter anderem erfolgreiche Feldzüge gegen die Alamannen und Franken, die danach längere Zeit ruhig blieben. Auch verbesserte er den Grenzschutz, indem er weiter im Hinterland eine zweite Verteidigungslinie errichten ließ. 265 führte Gallienus, der wahrscheinlich schon 261 eine erste Offensive gegen den Rivalen in Gang gesetzt hatte, einen zweiten (?) Feldzug gegen Postumus, wodurch wahrscheinlich Raetien oder zumindest dessen wichtige Alpenpässe wieder an Rom fielen. Nachdem er jedoch im Kampf verwundet worden war, musste er den Feldzug abbrechen, da er nun an der Donaugrenze dringender gebraucht wurde. Aureolus, einer von Gallienus’ Generälen und Kommandeur der Truppen in Mediolanum (Mailand), rebellierte daraufhin gegen ihn und verbündete sich angeblich auch mit Postumus. Dennoch verweigerte dieser Aureolus die Unterstützung, als er von Gallienus bald darauf in der Stadt eingeschlossen und belagert wurde. 268 wurden sowohl Aureolus als auch Gallienus von ihren eigenen Männern ermordet. Nachfolger des Gallienus wurde Claudius Gothicus.

### Das Ende des Postumus
Postumus wurde 269 schließlich selbst von einem Usurpator herausgefordert: Laelianus, Befehlshaber der Truppen in Mogontiacum (Mainz), der Metropole der Provinz Germania superior, wurde von seinen Soldaten zum Kaiser ausgerufen. Postumus handelte sofort und konnte Mogontiacum bald wieder zurückerobern, wobei Laelianus den Tod fand. Da Postumus seinen Soldaten jedoch die üblichen Plünderungen verweigerte, rebellierten sie und töteten ihn. Möglicherweise hatte er auch Sympathisanten des Laelianus in den eigenen Reihen, die einen Mordanschlag auf ihn verübten. Die erstere Erklärung erscheint jedoch plausibler – siegreichen Legionären das Plündern zu verbieten, kam zu dieser Zeit faktisch einem Selbstmord gleich.

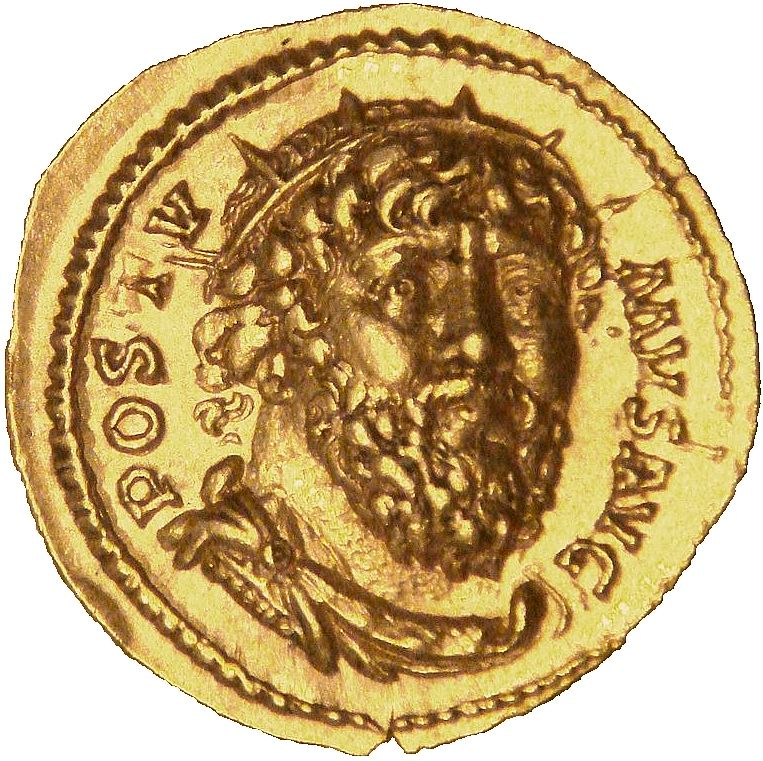
Aureus des Postumus, geprägt um 268 in Trier, Gold 7,40 g

Nach dem Tod des Postumus fielen Britannien und Hispanien vom Imperium Galliarum ab. Sein Nachfolger Marcus Aurelius Marius kontrollierte nur noch Gallien und den Rheinlimes. Die Residenz und Teile der Münzprägungen wurden später nach Augusta Treverorum (Trier) verlegt.